# Lamar Hunt U.S. Open Cup 1999
La Lamar Hunt U.S. Open Cup 1999 è stata la ottantaseiesima edizione della coppa nazionale statunitense. È iniziata il 5 giugno 1999 e si è conclusa il 14 settembre dello stesso anno.
Il torneo è stato vinto per la prima volta dal Rochester Rhinos, prima ed unica squadra non facente parte della MLS a conquistare la coppa nazionale, avendo battuto in finale il Colorado Rapids per 2-0.

## Date
| Turno            | Data                               |
| ---------------- | ---------------------------------- |
| Primo turno      | 5-8-9-10-11-16-20 giugno 1999      |
| Secondo turno    | 23-30 giugno e 6-10 luglio 1999    |
| Terzo turno      | 12-13-14-20 luglio e 4 agosto 1999 |
| Quarti di finale | 11-13-18 agosto 1999               |
| Semifinali       | 1º settembre 1999                  |
| Finale           | 14 settembre 1999                  |

## Secondo Turno
| Squadra 1              | Risultato   | Squadra 2            |
| ---------------------- | ----------- | -------------------- |
| UGH                    | 0 - 7       | Staten Island Vipers |
| Michigan Bucks         | 2 - 1       | Minnesota Thunder    |
| Spokane Shadows        | 1 - 3       | Seattle Sounders     |
| New York Fredoom       | 1 - 2 (dts) | Rochester Rhinos     |
| San Diego Flash        | 9 - 2       | Arizona Sahuaros     |
| Wilmington Hammerheads | 1 - 2       | Charleston Battery   |
| Carolina Dynamo        | 2 - 0       | Orange County Zodiac |
| Jacksonville C.        | 7 - 2       | Cocoa Expos          |

## Terzo Turno
| Squadra 1            | Risultato   | Squadra 2          |
| -------------------- | ----------- | ------------------ |
| Tampa Bay Mutiny     | 2 - 1       | Michigan Bucks     |
| Staten Island Vipers | 3 - 2 (dts) | MetroStars         |
| Carolina Dynamo      | 0 - 3       | Columbus Crew      |
| Jacksonville C.      | 0 - 3       | Dallas Burn        |
| Seattle Sounders     | 0 - 1       | Colorado Rapids    |
| Chicago Fire         | 0- 1        | Rochester Rhinos   |
| L.A. Galaxy          | 3 - 2       | San Diego Flash    |
| D.C. United          | 3 - 4 (dts) | Charleston Battery |

## Quarti di finale
| Squadra 1            | Risultato   | Squadra 2          |
| -------------------- | ----------- | ------------------ |
| Dallas Burn          | 1 - 2 (dts) | Rochester Rhinos   |
| Columbus Crew        | 3 - 1       | L.A. Galaxy        |
| Colorado Rapids      | 1 - 0       | Tampa Bay Mutiny   |
| Staten Island Vipers | 1 - 2       | Charleston Battery |

## Semifinali
| Squadra 1       | Risultato | Squadra 2          |
| --------------- | --------- | ------------------ |
| Columbus Crew   | 2 - 3     | Rochester Rhinos   |
| Colorado Rapids | 3 - 0     | Charleston Battery |

## Finale
| Arbitro: | Tim Weyland |

|                        |           |  |
| Miller 65’ Allnutt 90’ | Marcatori |  |